# Georgetown, Kentucky
Georgetown är en stad och administrativ huvudort (county seat) i Scott County i delstaten Kentucky, USA. Staden har 37 086 invånare (2020), på en yta av 41,46 km².
Toyota har en bilfabrik i Georgetown.